# لوئیس برنیه
لوئیس برنیه (انگلیسی: Louis Bernier; ۲۱ فوریهٔ ۱۸۴۵ – ۲ فوریهٔ ۱۹۱۹) معمار اهل فرانسه بود.
وی همچنین برندهٔ جوایزی همچون جایزه بزرگ رم شده‌است.